# Galeria Ouro Fino
Galeria Ouro Fino é um tradicional ponto da moda na cidade de São Paulo. Inaugurada em 1961, a galeria situada na rua Augusta viveu seu auge na década de 1970, persistindo atualmente como point da moda alternativa. As 110 lojas da galeria concentram comércio de roupas, acessórios, tatuagens e lingeries.